# Syrphophagus kumaoensis
Syrphophagus kumaoensis är en stekelart som först beskrevs av Bhatnagar 1952.  Syrphophagus kumaoensis ingår i släktet Syrphophagus och familjen sköldlussteklar. Inga underarter finns listade i Catalogue of Life.